# Putty Hill
Putty Hill es una película de género drama e independiente estrenada el 18 de febrero del 2010 en Berlín y el 18 de febrero de 2011 en Estados Unidos. Fue dirigida por Matthew Porterfield.

## Reparto
- Sky Ferreira como Jenny.
- Zoe Vance como Zoe.
- Cody Ray como Cody.
- Dustin Ray como Dustin.

## Locaciones
La película fue filmada alrededor de Baltimore, Maryland. Esta incluye a actores no profesionales, para que fuese mucho más real a lo que la película estaba dirigida, la ficción. El director tiene influencias de los directores europeos, Pedro Costa y Robert Bresson.

## Recepción
Putty Hill tuvo su estreno en Berlin Film Festival. El crítico de cine Roger Ebert entregó 4 de 4 estrellas. También fue nombrada por New York Times como "Buena". En Baltimore fue estrenada en el Maryland Film Festival con dos funciones agotadas entre mayo de 2010.